# Каммингс, Джейсон
Джейсон Стивен Каммингс (англ. Jason Steven Cummings; род. 1 августа 1995, Эдинбург) — австралийский футболист шотландского происхождения, нападающий индийского клуба «Мохун Баган» и сборной Австралии. Участник чемпионата мира 2022 года.

## Клубная карьера
Каммингс — воспитанник клубов «Хатчинсон Вейл», «Харт оф Мидлотиан» и «Хиберниан». 9 ноября 2013 года в матче против «Инвернесс Каледониан Тисл» он дебютировал в шотландской Премьер-лиге в составе последнего. По итогам сезона клуб вылетел из элиты, но игрок остался в клубе. 30 августа 2014 года в поединке против «Аллоа Атлетик» Джейсон забил свой первый гол за «Хиберниан». В 2015 и 2017 годах он дважды стал лучшим бомбардиром шотландского Чемпионшипа. В 2016 году Каммингс помог команде завоевать Кубок Шотландии. В 2017 году он помог команде вернуться в элиту. 
Летом 2017 года Каммингс перешёл в английский «Ноттингем Форест», подписав контракт на 3 года. 15 августа в матче против «Барнсли» он дебютировал в Чемпионшипе. 30 сентября в поединке «Шеффилд Уэнсдей» Джейсон забил свой первый гол за «Ноттингем Форест».
В начале 2018 года для получения игровой практики Каммингс на правах аренды перешёл в «Рейнджерс». В матче против «Абердина» он дебютировал за новую команду. 28 января в поединке против «Росс Каунти» Джейсон забил свой первый гол за «Рейнджерс». Летом того же года Каммингс был арендован «Петерборо Юнайтед». 4 августа в матче против «Бристоль Роверс» он дебютировал в Первой лиге Англии. 11 августа в поединке против «Рочдейла» Джейсон забил свой первый гол за «Петерборо Юнайтед». 
В начале 2019 года Каммингс на правах аренды перешёл в «Лутон Таун». 9 февраля в матче против «Уиком Уондерерс» он дебютировал за новый клуб. 6 апреля в поединке против «Блэкпула» Джейсон забил свой первый гол за «Лутон Таун». Летом 2019 года Каммингс подписал контракт с «Шрусбери Таун». 
В начале 2021 года Каммингс вернулся в Шотландию, подписав контракт с «Данди». 31 января в матче против «Рейт Роверс» он дебютировал за новый клуб. 20 февраля в поединке против «Куин оф зе Саут» Джейсон забил свой первый гол за «Данди». По итогам сезона он помог клубу выйти в элиту. В начале 2022 года Каммингс на правах свободного агента Каммингс подписал на 1,5 года «Сентрал Кост Маринерс». 30 января в матче против «Сиднея» он дебютировал в A-лиге. В этом же поединке Джейсон забил свой первый гол за «Сентрал Кост Маринерс». 

## Международная карьера
9 ноября 2017 года в товарищеском матче против сборной Нидерландов Джейсон дебютировал за сборную Шотландии. Мать Каммингса — австралийка, поэтому у игрока двойное гражданство. В 2019 году он принял решение поменять футбольное гражданство, с учётом того, что Джейсон не выступал за Шотландию в официальных матчах. 25 сентября 2022 года в поединке против сборной Новой Зеландии Каммингс дебютировал за сборную Австралии. В этом же матче он забил свой первый гол за национальную команду. 
В 2022 году Каммингс принял участие в чемпионате мира в Катаре. На турнире он сыграл в матче против сборной Франции.

### Голы за сборную Австралии
| #   | Дата             | Место                             | Противник      | Результат | Счёт | Соревнование      |
| --- | ---------------- | --------------------------------- | -------------- | --------- | ---- | ----------------- |
| 01. | 25 сентября 2022 | Иден Парк, Окленд, Новая Зеландия | Новая Зеландия | 0:2       | 0:2  | Товарищеский матч |

## Достижения
Клубные
 «Хиберниан»
- Обладатель Кубка Шотландии — 2015/2016

Индивидуальные
- Лучший бомбардир шотландского Чемпионшипа (18 голов) — 2014/2015
- Лучший бомбардир шотландского Чемпионшипа (19 голов) — 2016/2017